# 申用漑
申 用漑（シン・ヨンゲ、しん ようがい、ハングル: 신용개、天順7年10月5日（1463年11月15日） - 正徳14年10月3日（1519年10月25日））は、李氏朝鮮前期の文臣・政治家・儒学者・哲学者。初名は白岳。字は漑之・白岳・纔踰、号は二楽亭・松渓・休休子・睡翁。諡号は文景。本貫は高霊申氏。世祖代の権臣申叔舟の子の申㴐の子である。

## 経歴・業績
申叔舟と鄭孝恒・金宗直の門下で性理学の修学し、1488年文科に及第して三司の主な官職を歴任した。1498年彼は戊午士禍で投獄されたが釈放され直提学と都承旨を過ごし、1504年、甲子士禍に巻き込まれ、全羅南道霊光郡に流刑された。 1506年中宗反正以後の釈放されたし1507年には明に入朝、中宗の冊封有名に受けてきた功労で原従功臣となった。以降、大提学と吏曹判書、礼曹判書、右賛成などを経て、1516年に右議政、1518年に左議政を務めた。
彼は勲旧派だったが、金宗直の門人がされ士林派に転向した。士だったが、弓術と乗馬、槍投げにあまねく精通している。彼は中宗が許さなかったし、病気で死んだ。

## 著作
- 『二楽亭集』
- 『続東文選』
- 『続三綱行実図』